# Carpobrotus chilensis
Carpobrotus chilensis là một loài thực vật có hoa trong họ Phiên hạnh. Loài này được (Molina) N.E.Br. mô tả khoa học đầu tiên năm 1928.